# Carmelo Latino
Carmelo Vincenzo Latino (Agrigento, 18 gennaio 1926) è un politico italiano.